# 矩阵分解
矩阵分解（decomposition, ）是将一个矩阵拆解为数个矩阵的乘积的运算。其依使用目的的不同，可分为几类。

## 例子
在数值分析，矩阵分解常常用来实现一些矩阵运算的快速算法。
例如，当对线性方程组 {\displaystyle A\mathbf {x} =\mathbf {b} } 进行求解时，矩阵A可以透过LU分解进行分解。LU分解将矩阵分解为下三角矩阵L和上三角矩阵U。相比于原方程{\displaystyle A\mathbf {x} =\mathbf {b} }，方程组{\displaystyle L(U\mathbf {x} )=\mathbf {b} } 与{\displaystyle U\mathbf {x} =L^{-1}\mathbf {b} }仅需更少的相加和乘法来求解，然而在不精确的算术（如 浮点数）中可能需要更多的数字。
类似的，QR分解将矩阵A分解为两个矩阵的乘积QR，其中Q是正交矩阵， R是上三角矩阵。方程Q(Rx) = b可以通过Rx = QTb = c求解；方程Rx = c可以通过回带求解。该方法所需的额外的加法和乘法大概是LU分解法的两倍，但在不精确的算术中不要求额外的数字，因为QR分解是数值稳定的。

## 与线性方程解法相关的矩阵分解
- LU分解
- 科列斯基分解
- QR分解
- 特征分解

## 基于特征值和相关概念的分解
- 特征分解
- 若尔当标准型
- 舒尔分解
- 奇异值分解

## 其他分解
- 极分解
- 矩阵的平方根